# Fryšták
Fryšták (německy Freistadt) je město v okrese Zlín ve Zlínském kraji, 7 km severně od Zlína a 9 km jihovýchodně od Holešova, na okraji Hostýnských vrchů a na rozhraní Valašska a Hané. Žije zde přibližně 3 800 obyvatel.

## Název
Původní jméno města bylo Freistadt - "svobodné město". Při převodu jména do češtiny došlo k rozlišení dvou t na t - k (poprvé doloženo 1437). V němčině se od 17. do 20. století používala zdrobnělina Freistadtl (Freistädtl).

## Historie
První zmínka o existenci Fryštáku pochází z poloviny 14. století z doby panování Karla IV. Lucemburského. V písemném dokumentu v diplomatáři Codex diplomaticus et epistolaris Moraviae z 15. ledna 1356 je uvedeno „… Nicolaus Luce de Freystat clerius Olomoucensis diocesis, publicus auctoritate imperiali notarius …“ Původní osídlení Fryštácka má kořeny mnohem starší a existují archeologické nálezy z pravěku, z doby neolitické. Podle listiny z roku 1382 prosperovala ve Fryštáku cechovní výroba a obchod. Název města je možné najít v písemných dokumentech také jako Freistat, Freystat, Frisstak, Freistadtl, Frysstak, atd.
Fryšták jako tržní osada se postupně měnila ve středisko řemesel a obchodu. Zároveň se stal podhradím zeměpanského sídla hradu Lukova a tvořil tak spolu se Slušovicemi důležitý opěrný a ekonomický bod Lukovského panství a tím i obranné linie českého státu. Opevnění města dodnes dokládají názvy městských částí Hrádek, Sichrov, Bašta, Na Valech, Na Purku a Souhrady.
Roku 1841 byl Fryšták zasažen velkým požárem. Po této události bylo celé město přestavěno, čímž se ztratila původní dřevěná zástavba.
Během druhé světové války se místní škola stala nemocnicí pro německé vojáky.
V roce 1927 zde vznikl první salesiánský dům v českých zemích, až do násilného zrušení domu v rámci Akce K v roce 1950 zde sídlilo vedení české provincie v čele s Ignácem Stuchlým. Mateřský dům byl obnoven v roce 1996 jako Dům Ignáce Stuchlého. Presbytář kaple, vitráže a architektonické řešení interiéru zrealizoval akademický sochař Daniel Ignác Trubač.

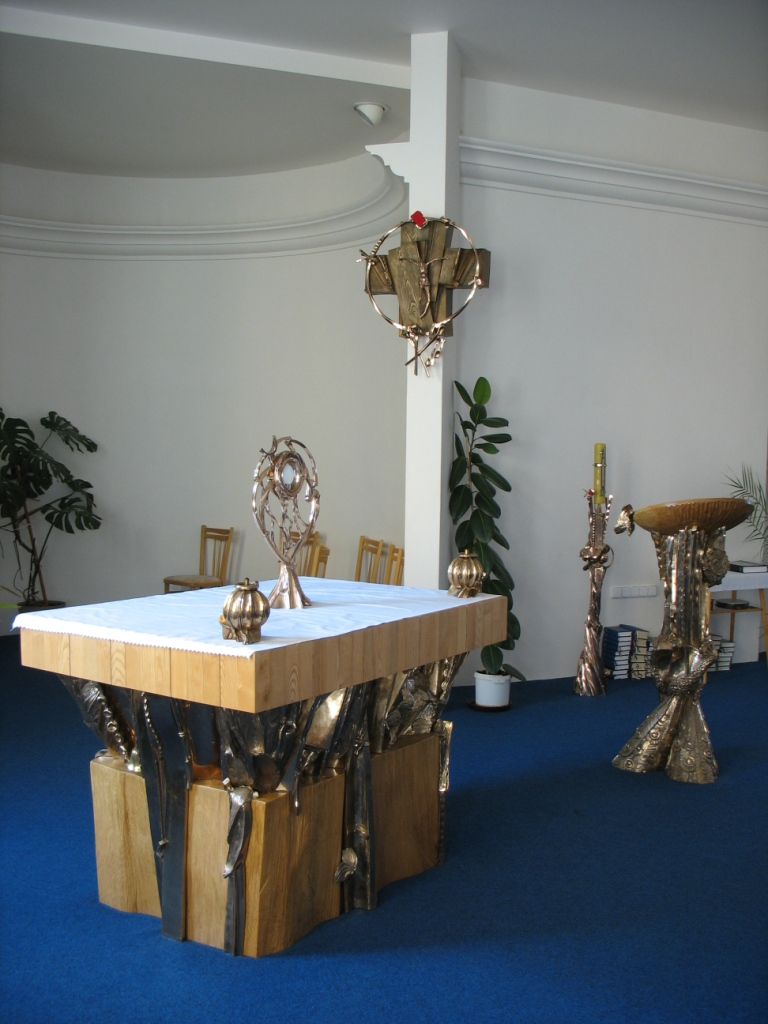
Presbytář z Kaple Domu Ignáce Stuchlého
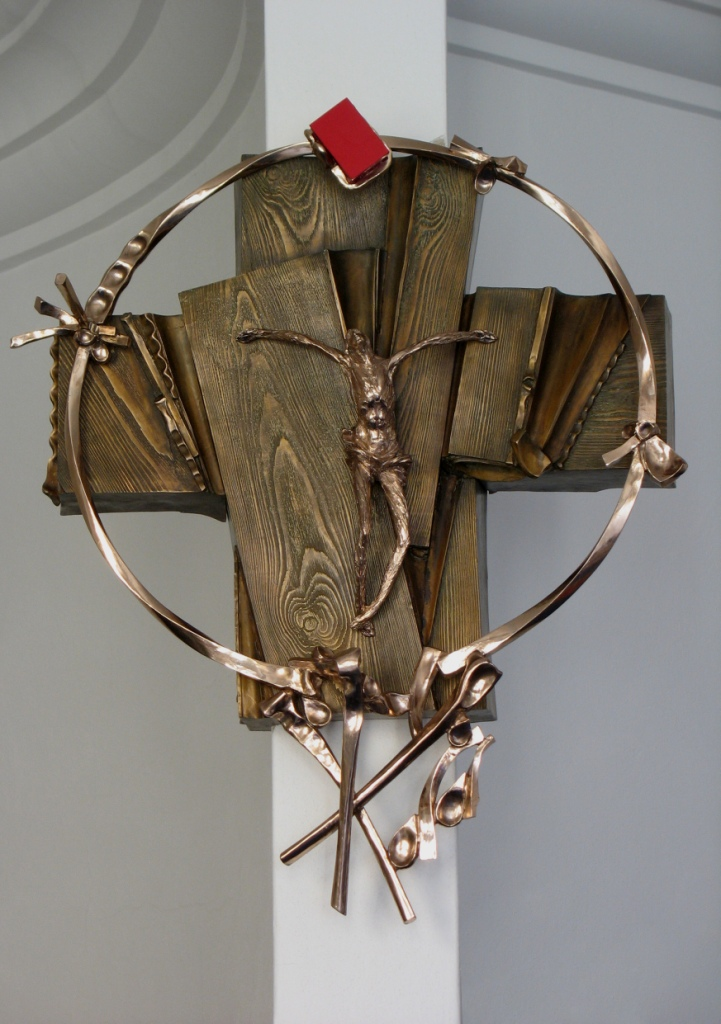
Kříž v Kapli
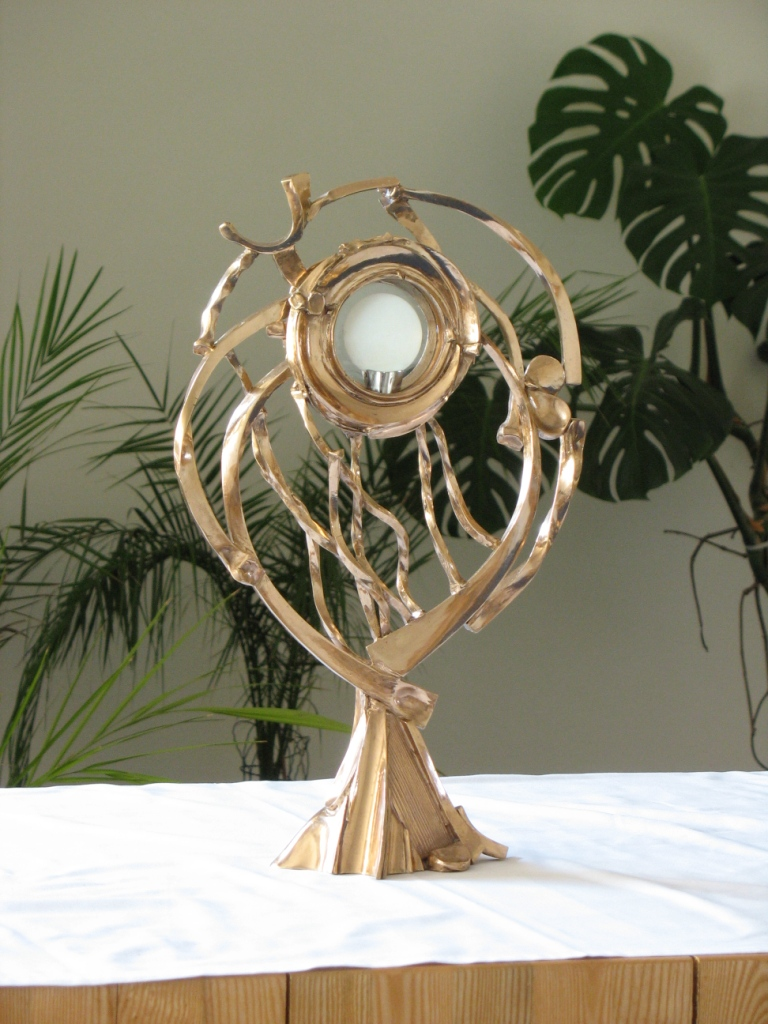
Monstrance z Kaple Domu Ignáce Stuchlého
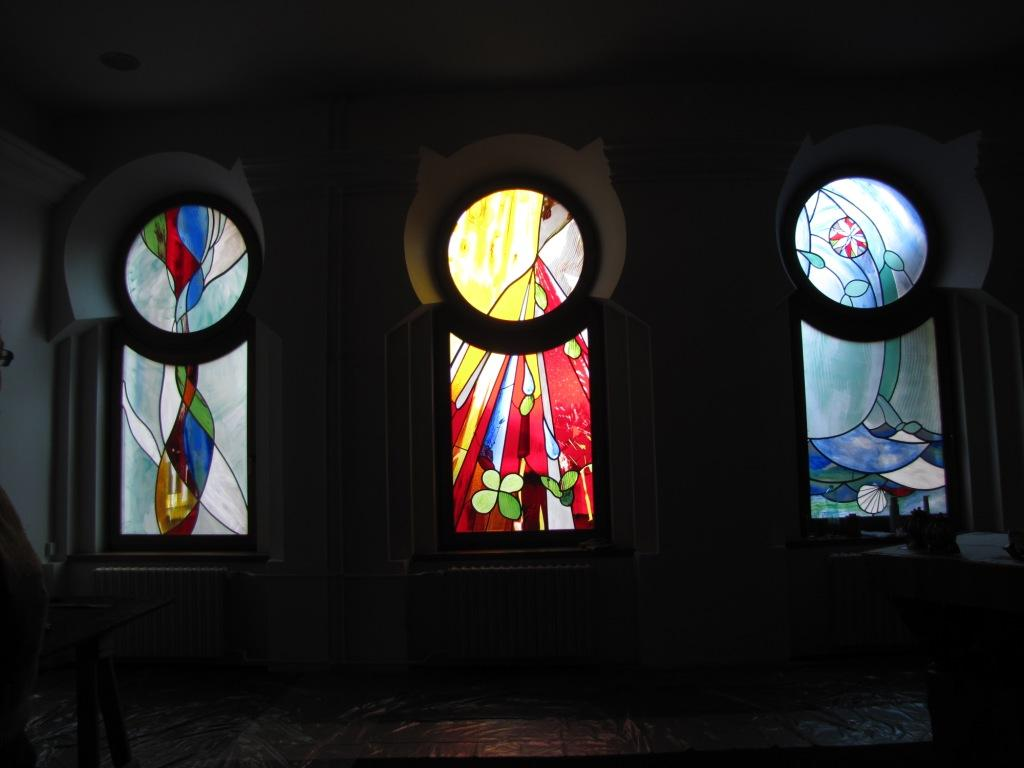
Vitráže z Kaple Domu Ignáce Stuchlého
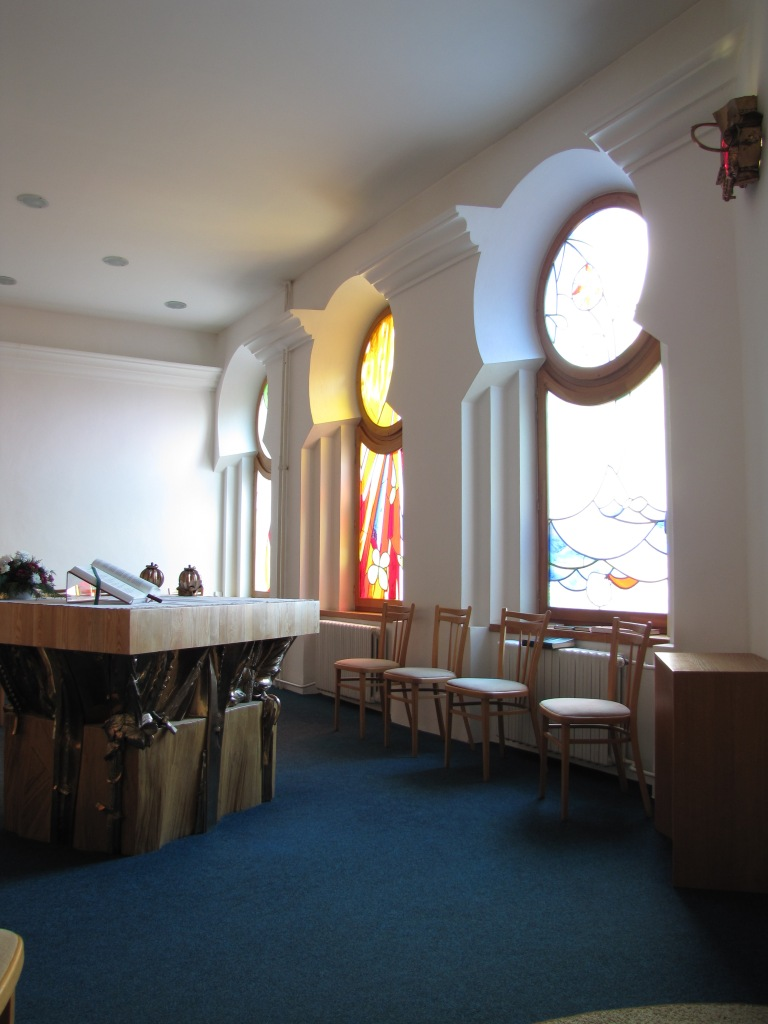
Interiér Kaple Domu Ignáce Stuchlého
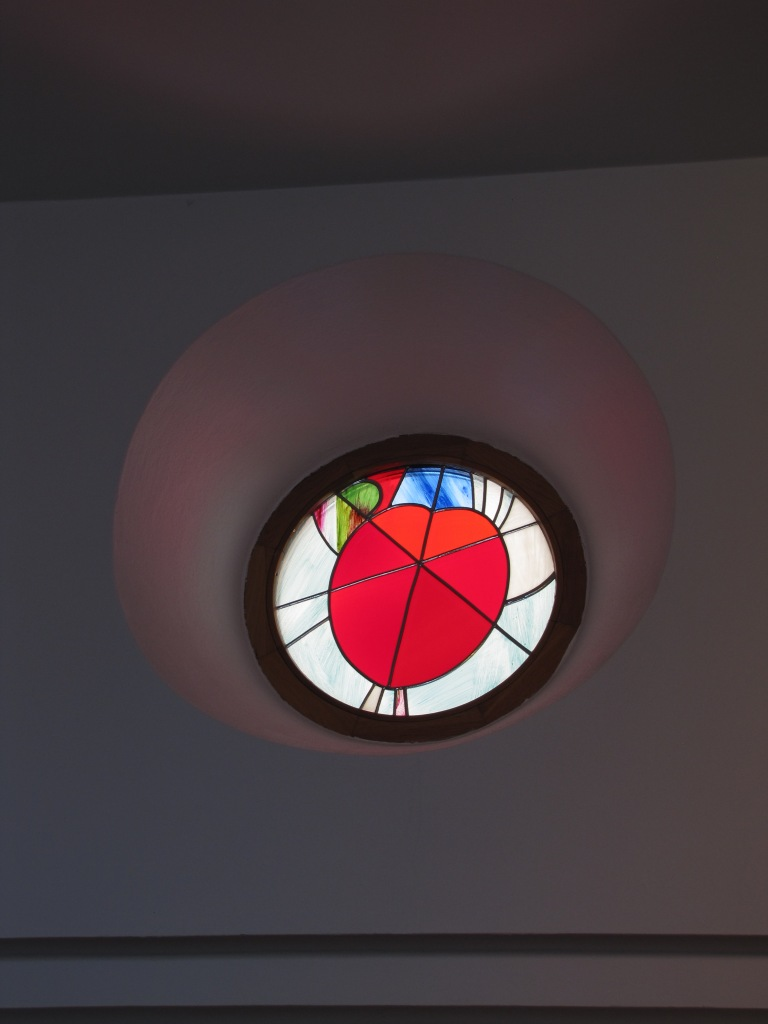
Vitráž v Kapli Domu Ignáce Stuchlého

Na konci druhé světové války bylo Fryštácko 6. května 1945 osvobozeno vojsky Československého armádního sboru v SSSR, vedenými generály Karlem Klapálkem a Ludvíkem Svobodou. První poválečné volby roku 1946 dopadly ve Fryštáku takto:
1. ČSDSD;
2. ČSL;
3. národní socialisté;
4. KSČ (vyhráli pouze v místní části Horní ves), v Lukovečku, v Dolní Vsi a na Vítové získala nejvíce hlasů strana lidová.

### Hrdelní právo ve Fryštáku
Město mělo vedle privilegia vybírat mýto, právo tržní, mílové i várečné, a také mohli radní užívat i právo hrdelního. Hrdelní právo bylo Fryštáku uděleno zvláštním zákonem od Karla V. asi v 16. století, ale toto právo mělo město již dříve, ale neví se od kdy platilo ani kolikrát bylo použito. Teprve v 18. století byly zaznamenány tyto případy:
- Roku 1711 byla Anna Lištěna odsouzena a potrestána ke stětí mečem a v hrobě probití srdce kůlem, protože se opakovaně dopustila smilstva a zabila své vlastní dítě.
- Roku 1719 byl člověk, jehož jméno není známo, sťat mečem za krádež včel a za jiné krádeže.
- Roku 1729 fryštácký soudce odsoudil k meči Karla Joanidese za zločin, který není znám. Tento rozsudek byl však změněn pražskou apelací na dvouletou obecní nebo panskou nucenou práci.
- Roku 1739 byl vydán rozsudek proti Jiříkovi Čaníkovi, který se dobrovolně přiznal k ukradení jednoho pytlíku peněz z kasy hradu Lukova. Byl popraven oběšením.
- Poslední poprava ve Fryštáku byla provedená mečem roku 1739 na delikventovi Janu Sekulovi. Opět není známo za jaký zločin. Jsou zde však uvedeny výlohy spojené s popravou. Fryšták zaplatil za kata a právní výlohy 54 zlatých.

Kata si město půjčovalo i s příslušenstvím a biřici z Uherského Hradiště (instalace lešení, přeprava , vlastní úkon i pobyt katovy družiny stály městskou kasu nemalé peníze). Popraviště se nacházelo u rozcestí na Lukoveček a Martinice tam, kde se tomu říkávalo a dodnes říká Dům hrůzy. Dodnes se traduje, že na polích u tohoto místa je špatná úroda.

## Zastupitelstvo

### Volební období 2006–2010
Petr Bezděčík, KSČM - Ing. Jiří Dofek, Pro rozvoj TV a sportu - Mgr. Lubomír Doležel, KDU-ČSL (starosta) - Radomír Dupal, ODS (místostarosta) - Petr Ernest, KDU-ČSL - Ing. Jan Görig, KDU-ČSL - Mgr. Sylva Knedlová, ODS - Ing. Jan Košák, KDU-ČSL - Libor Mikl, ČSSD (radní) - Mgr. Pavel Nášel, KDU-ČSL - Richard Orsava, ČSSD - Mgr. Petr Pagáč, Společně za Fryšták zdravější (radní) - Mgr. Libor Sovadina, ČSSD - Marcela Ševelová, Pro rozvoj TV a sportu - Ing. Stanislav Velikovský, CSc., Pro rozvoj TV a sportu (radní) - Radomír Vyskup, ODS - PhDr. Česlav Zapletal, ČSSD

## Pamětihodnosti
- Kostel svatého Mikuláše
- Jadrníčkova vila

## Galerie

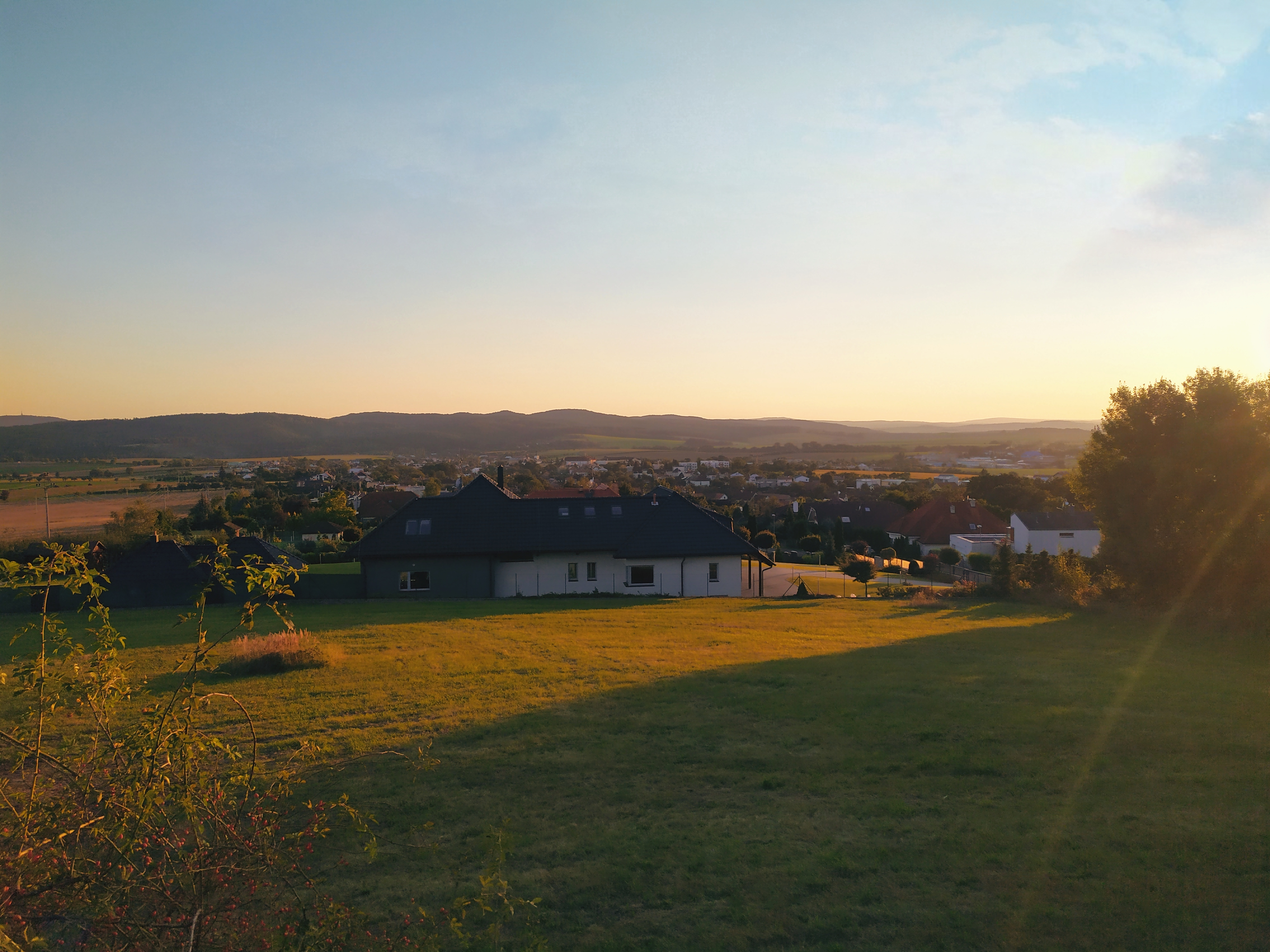
Pohled na Fryšták
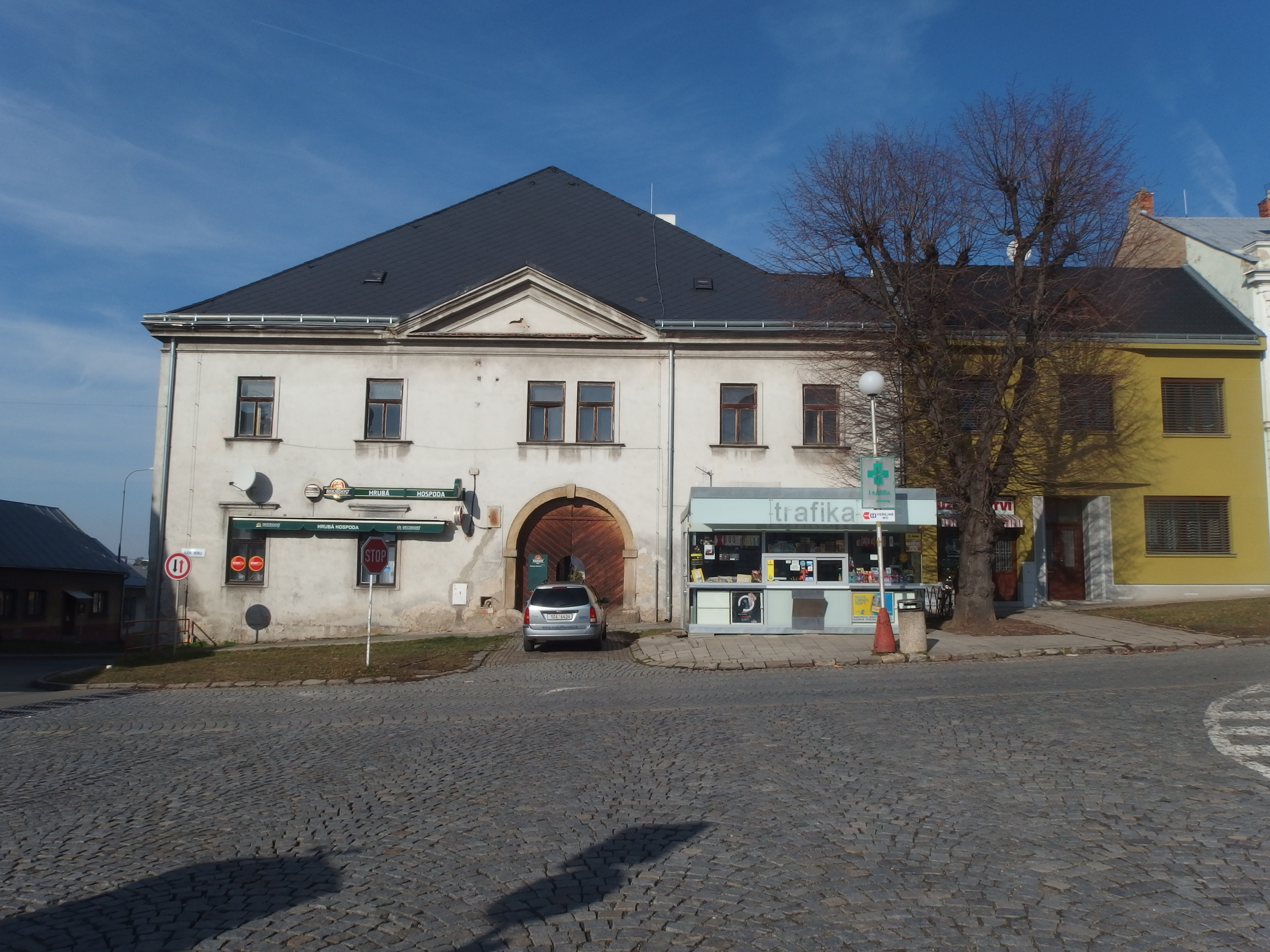
Náměstí Míru-Hrubá hospoda
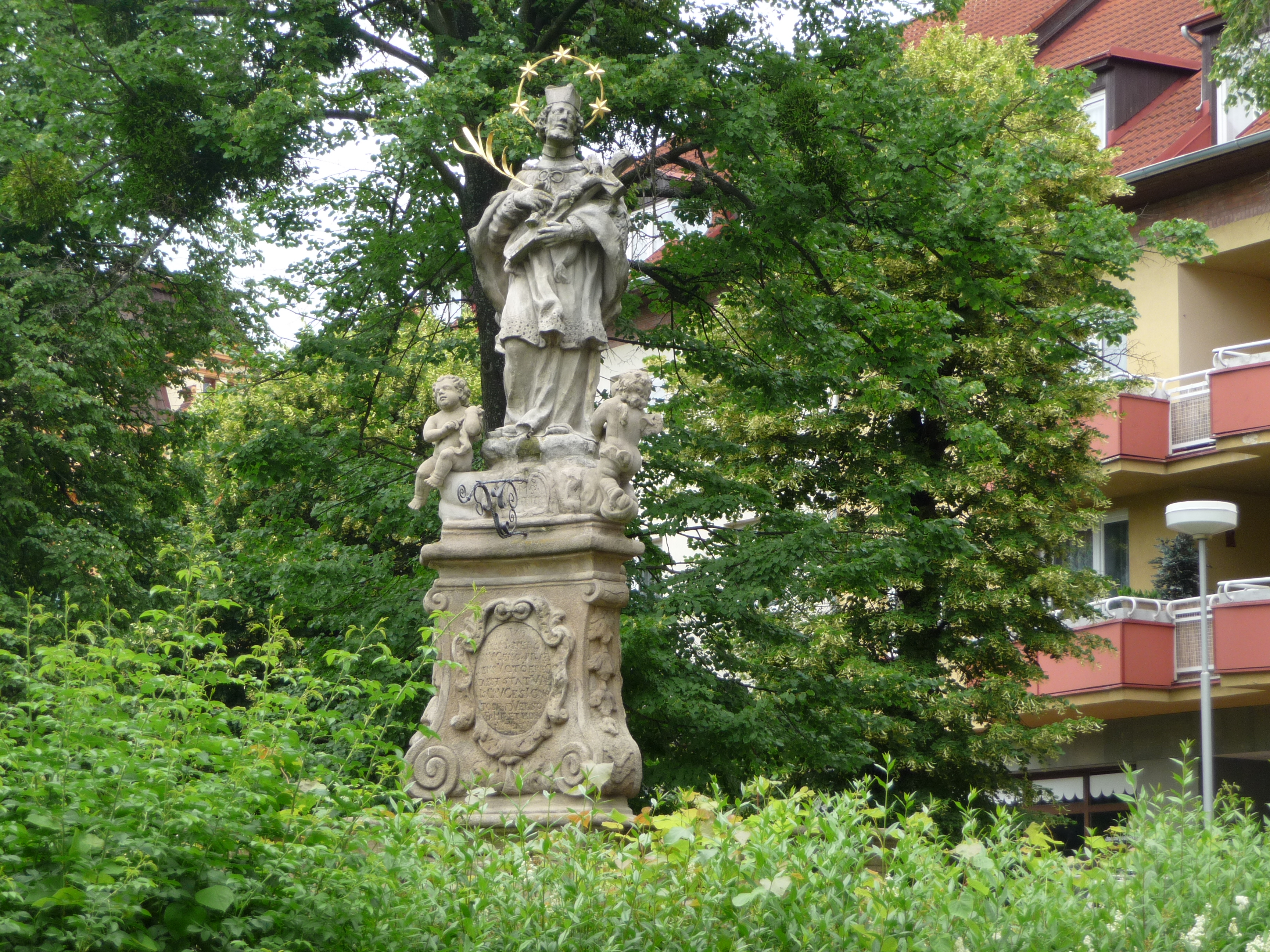
Náměstí Míru-socha sv. Jana Nepomuckého
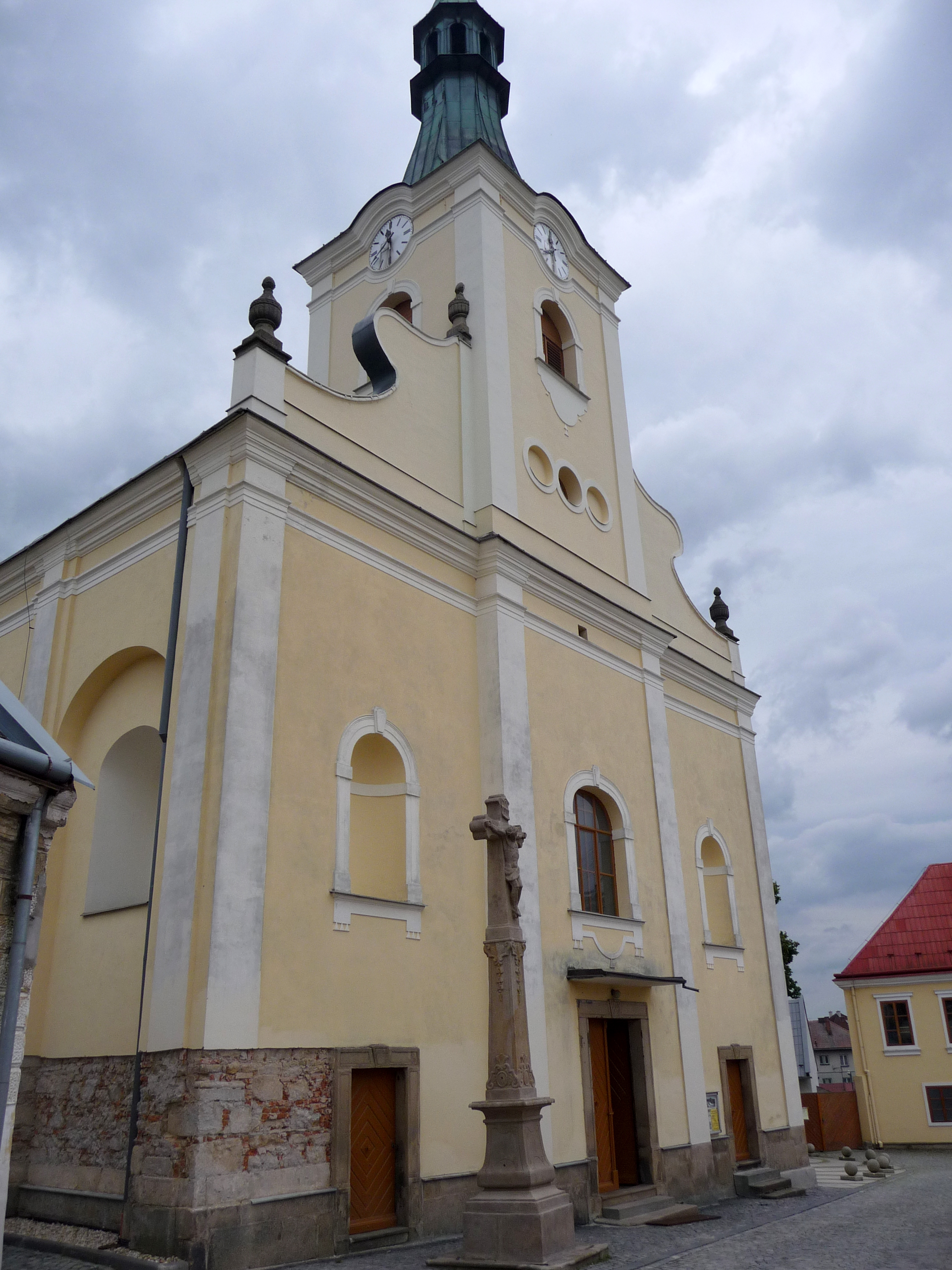
Kostel sv. Mikuláše
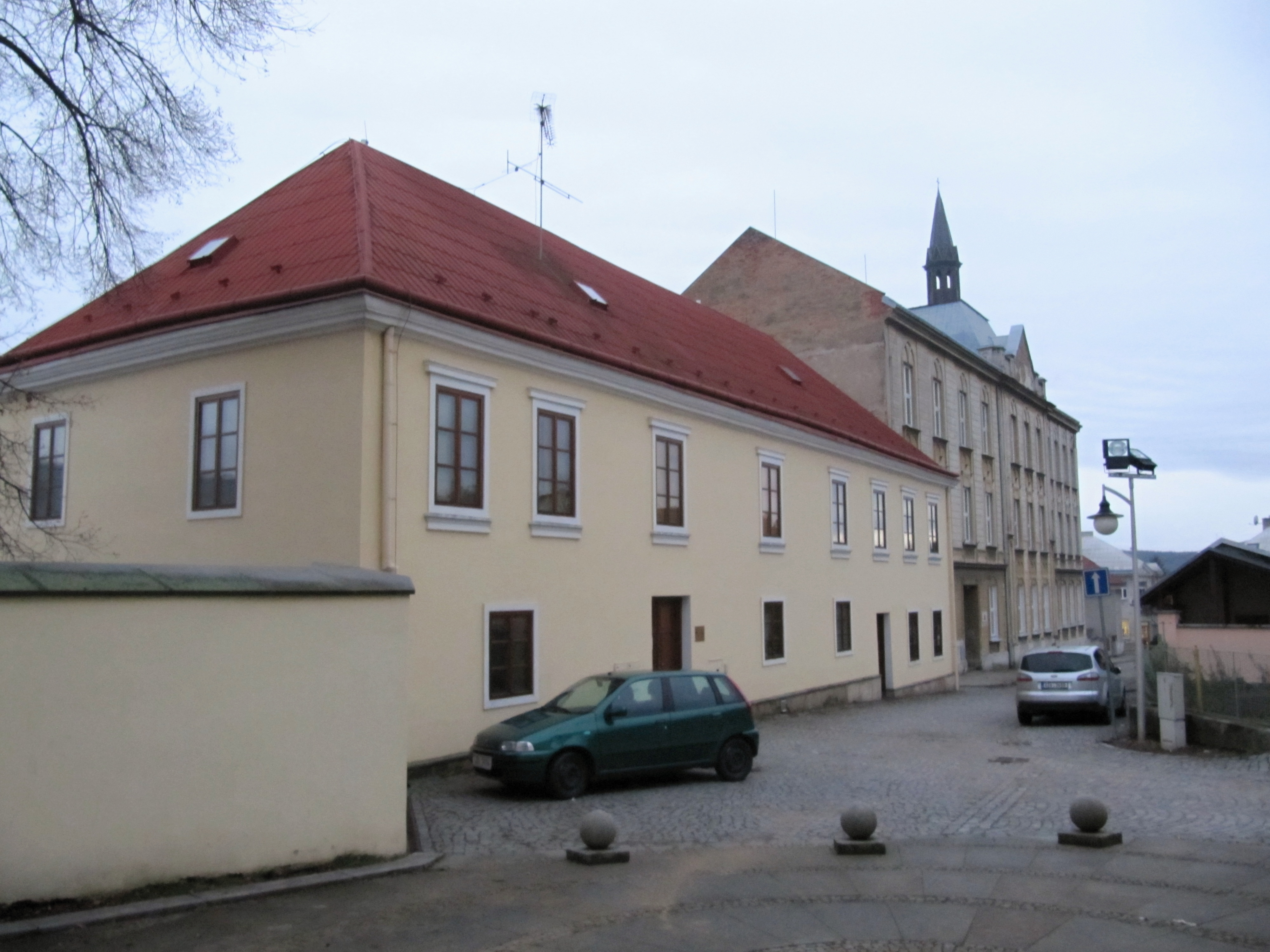
Fara a Dům Ignáce Stuchlého SKM, salesiánské středisko mládeže
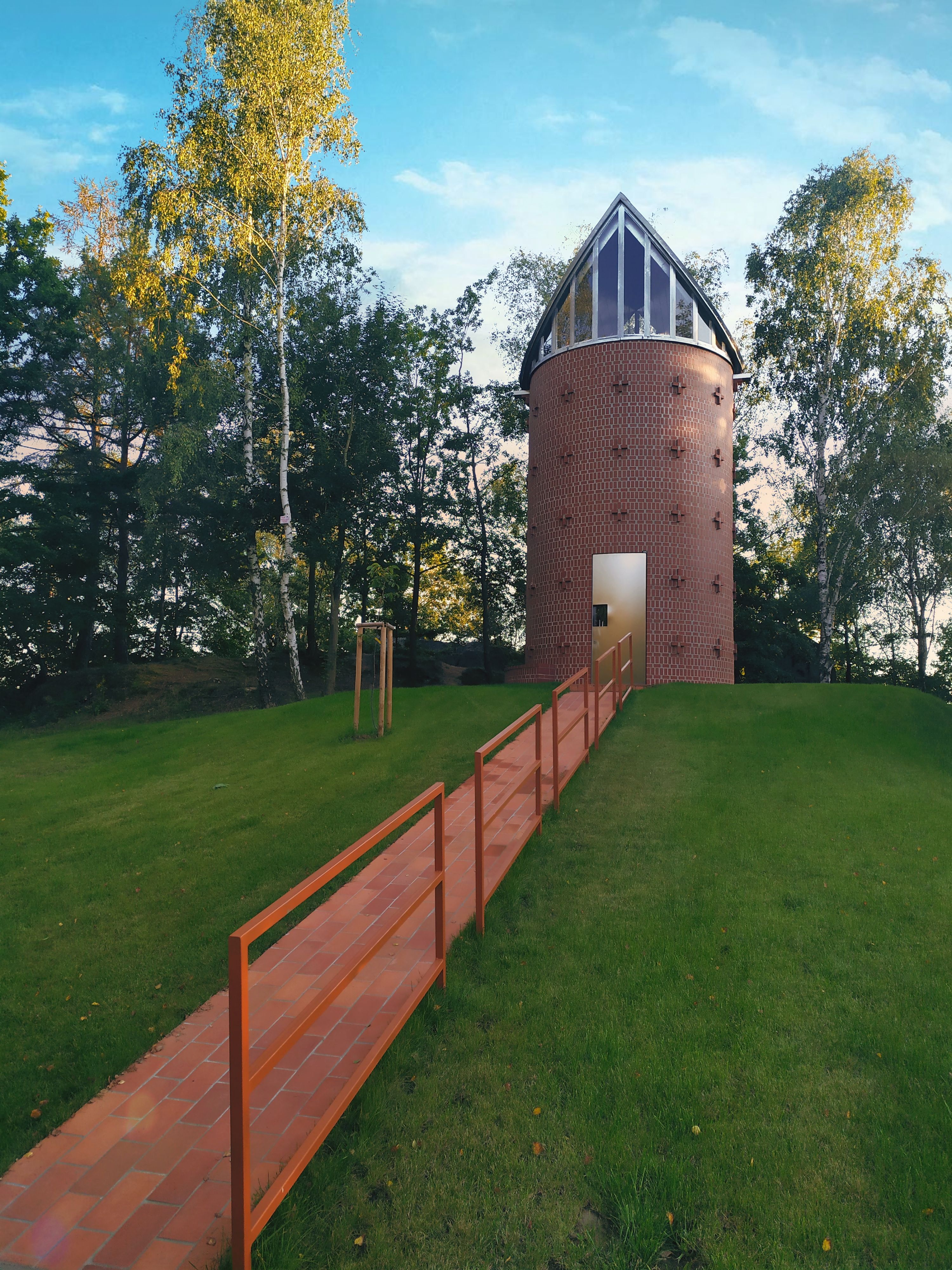
Kaple sv. Antonína Paduánského

## Školství a vzdělání
Ve Fryštáku se nachází jedna mateřská škola, jedna základní škola a výchovně vzdělávací zařízení pro mládež Dům Ignáce Stuchlého (tzv. DIS).

### Mateřská škola Fryšták
Mateřská škola Fryšták byla otevřena 31. srpna 1979. Stavba školy v akci byla zahájena roku 1977 a stála v té době pět milionů korun. Provoz školy byl zahájen 5. září 1979 pod vedením ředitelky Marie Urbáškové. K 1. července 1992 převzala funkci ředitelky Marcela Ševelová.
Od 1994 byla otevřena 4. třída pro zvýšený počet dětí v budově Základní školy ve Fryštáku jako detašované pracoviště. Na školní zahradu děti přecházely do školky. V roce 1996 byla provedena rekonstrukce školy, při které byly modernizovány koupelny, provedeny nové rozvody vody a topení, též byla vybudována vlastní samostatná plynová kotelna. Úpravami prošla také hospodářská část budovy, která je přízemní a je propojena s dvoupatrovou částí tříd. V této části je umístěna kuchyň školní jídelny a další důležité prostory.
Protože z bezpečnostních a hygienických důvodů nebylo prostředí třídy v ZŠ vhodné a narůstal počet přihlášených dětí do mateřské školy, odsouhlasilo zastupitelstvo města Fryštáku přístavbu třídy ke stávající budově mateřské školy. Přístavba se realizovala během prázdnin 2004 (zahájení stavby 1. července 2004 – ukončení 13. září 2004) a stála 3 472 609 Kč. Od 15. září 2004 Mateřská škola Fryšták funguje již jako čtyřtřídní ve své budově s prostorami pro 120 dětí.
Zřizovatelem mateřské školy je MÚ Fryšták, který se souhlasem Krajského úřadu jmenuje ředitele. Identifikační číslo osoby školky je 75022711..V květnu 2007 pracovalo osm pedagogických a šest správních zaměstnanců.

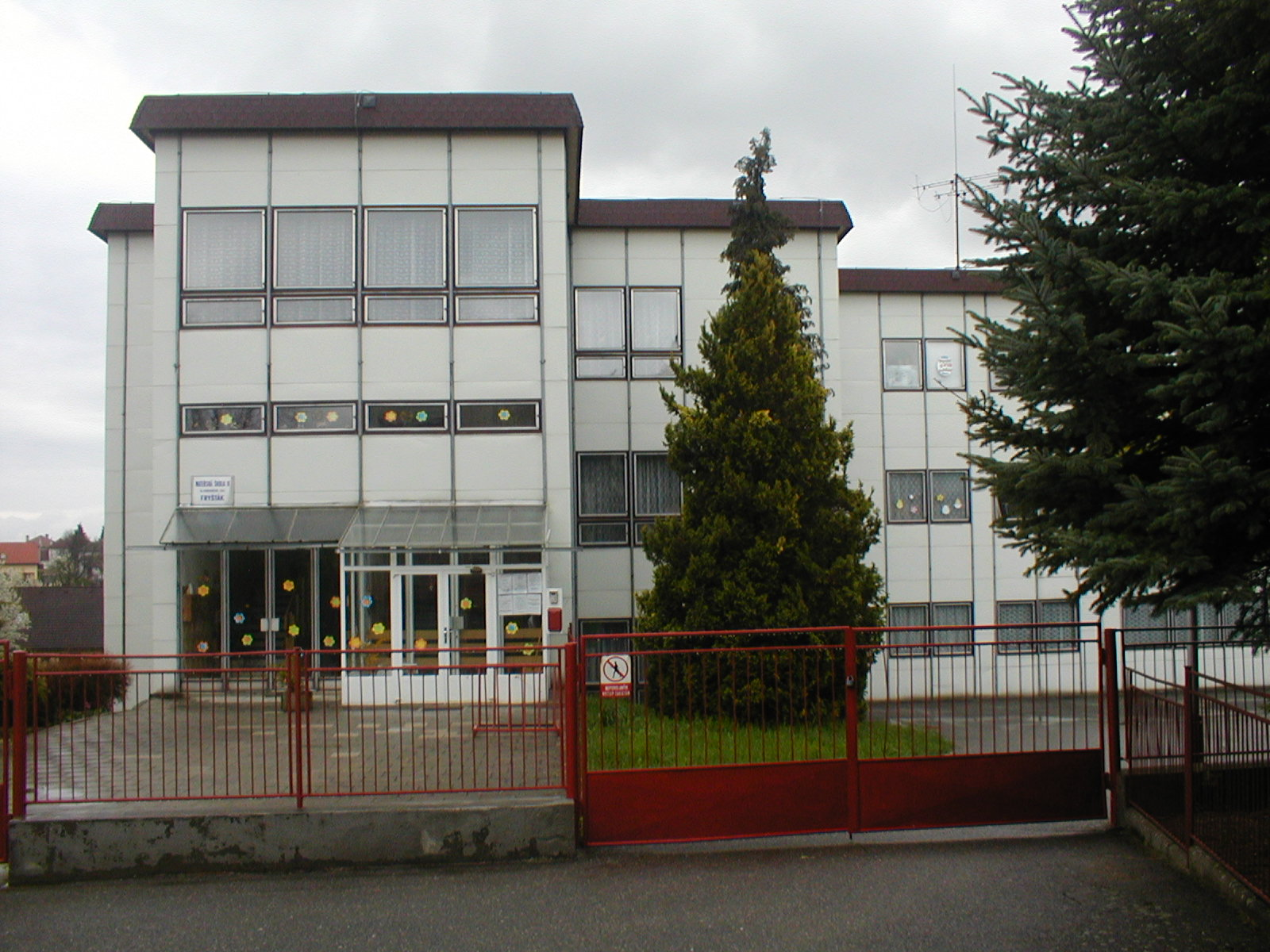
Budova MŠ Fryšták
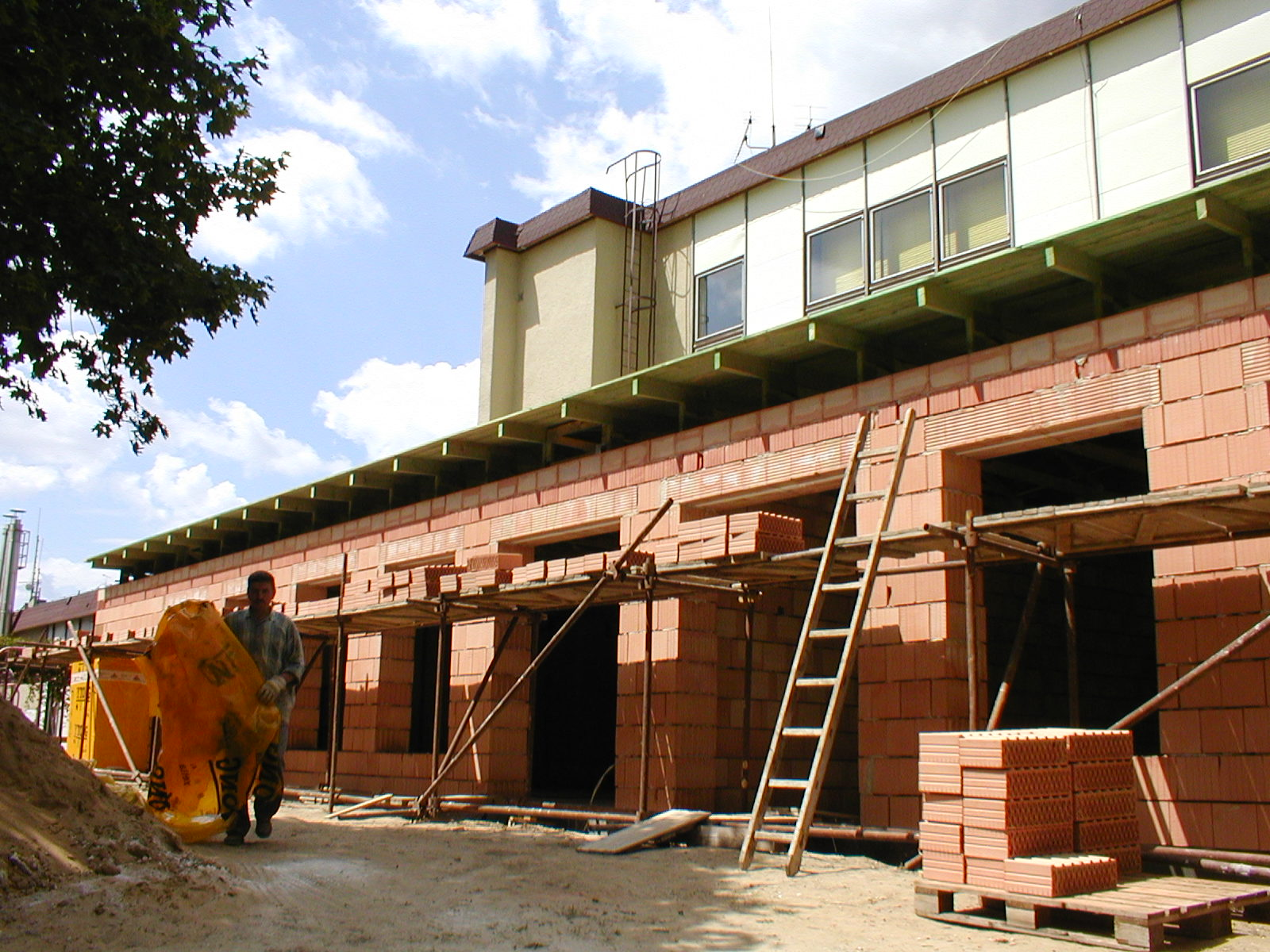
Přístavba MŠ Fryšták
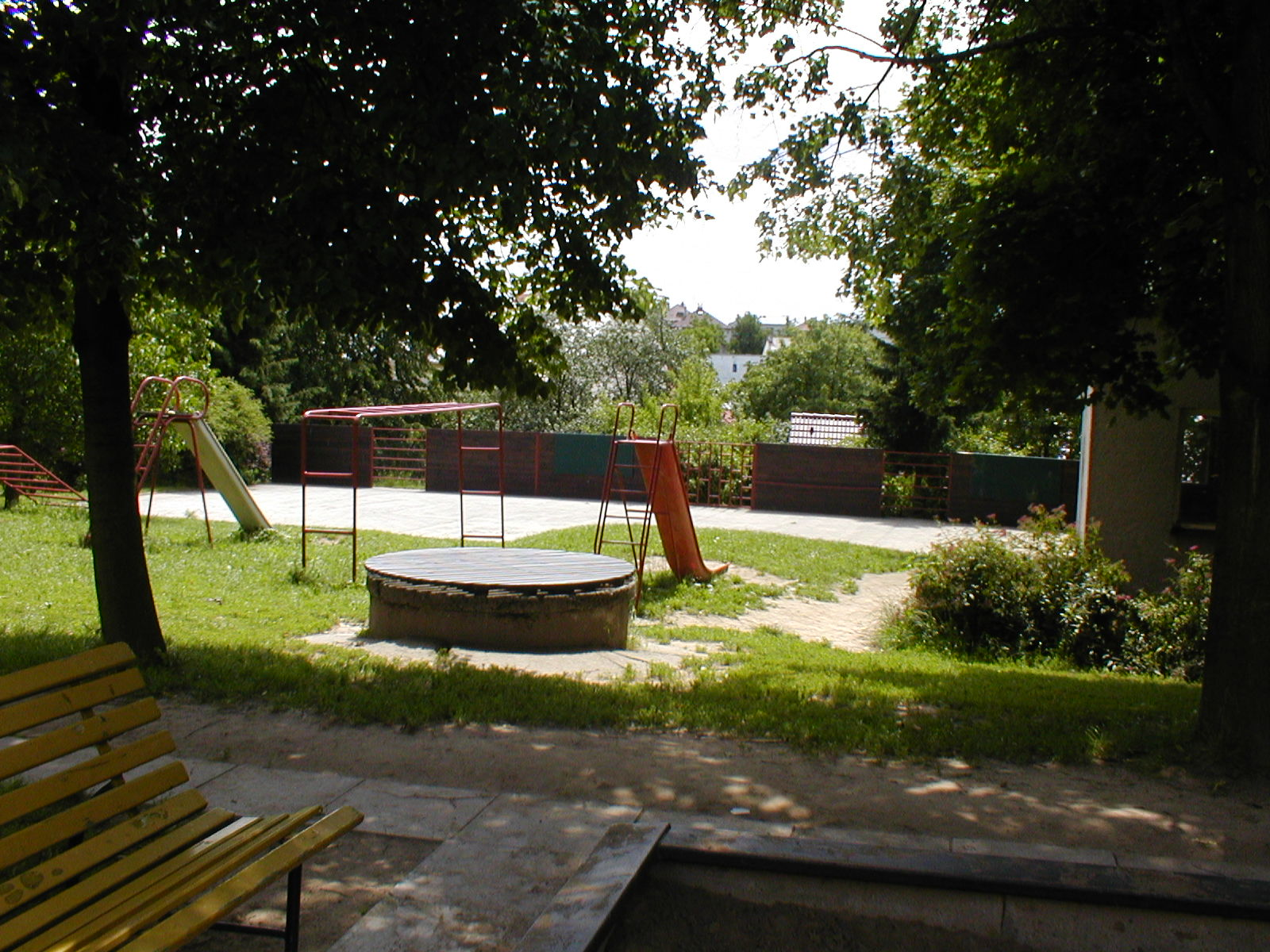
Zahrada MŠ Fryšták

## Obyvatelstvo
| Rok            | 1970  | 1980  | 1991  | 2001  | 2002  | 2003  | 2004  | 2005  | 2006  | 2009  |
| -------------- | ----- | ----- | ----- | ----- | ----- | ----- | ----- | ----- | ----- | ----- |
| Počet obyvatel | 3 390 | 3 446 | 3 299 | 3 473 | 3 505 | 3 540 | 3 540 | 3 516 | 3 501 | 3 699 |

## Osobnosti

### Rodáci
- Břetislav Bakala (1897–1958), hudební skladatel a dirigent
- Dalibor Brázda (1921–2005), česko-švýcarský hudební skladatel a dirigent
- Hanuš Domanský (1944–2021), hudební skladatel
- Jozef Cholek (1873–1928), slovenský a československý politik[15]
- Ludvík Jadrníček (1863–1954), akademický malíř a spisovatel; autor knihy „Městečko Fryšták, Horní Ves, Dolní ves, Lukoveček a Vítová.“
- Josef Januschka (1823–1907), rakouský státní úředník a politik
- Jaroslav Kvapil (1892–1958), klavírista, hudební skladatel, dirigent a pedagog
- Karel Pekárek (1911–1966), etnograf, pedagog a znalec Valašska
- Erik Cais (1999 - doposud), český rallyový závodník.

### Osobnosti pobývající ve Fryštáku
- Karel Zikmund Dubský z Třebomyslic (1688–1744), příslušník rytířské větve rodu Dubských z Třebomyslic, z Fryštáku velel jako poručík (lajtnant) portášskému sboru v letech 1735–1741
- Karel Absolon (1877–1960), krasový badatel a jedna z velkých postav evropské archeologie
- Vladimír Fischer (1870–1947), konzervativně zaměřený architekt
- Jaroslav Hovadík (1935–2011), grafik, malíř a sochař; prožil ve Fryštáku své mládí
- Jan Pažout (1876–1909), akademický malíř
- Václav Renč (1911–1973), básník, dramatik, překladatel a scenárista; podstatnou část svého díla vytvořil ve Fryštáku
- Ignác Stuchlý (1869–1953), kněz a řeholník, zakladatel a první provinciál české salesiánské provincie
- Cyril Juroška (1921–2008), salesiánský kněz

### Čestní občané
- Břetislav Bakala
- Pjotr Fjodorovič Buďko, zástupce velitele 1. čs. partyzánské brigády Jana Žižky
- Trofim Filipovič Bašmanov, partyzán 1. čs. partyzánské brigády Jana Žižky
- Gennadij Grigorjevič Grečin, velitel čety 1. čs. partyzánské brigády Jana Žižky
- Alexandr Grigorjevič Giněvskij, velitel sovětského desantu
- Karel Huňa (in memoriam), poručík výzvědného oddílu Čs. armádního sboru v SSSR, padl na Dukle
- Ludvík Jadrníček
- Sofie Konstantinova Koletová, zvaná Tamara, radistka štábu 1. čs. partyzánské brigády Jana Žižky
- Jurij Vladimírovič Kulikov, náčelník rozvědky 1. čs. partyzánské brigády Jana Žižky
- Jaroslav Kvapil
- Petr Vasiljevič Moskalenko, velitel oddílu 1. čs. partyzánské brigády Jana Žižky
- Dajan Bajanovič Murzin, velitel 1. čs. partyzánské brigády Jana Žižky
- Vasilij Petrovič Nastěnko
- Nina Jakovlevna Potapenková, zvaná Kozko, členka rozvědky 1. čs. partyzánské brigády Jana Žižky
- Václav Renč (in memoriam)
- Alena Renčová, rozená Sedláková, choť V. Renče, členka mezinárodní organizace politických vězňů
- Fjodor Vasiljevič Zimin, velitel partyzánského oddílu 1. čs. partyzánské brigády Jana Žižky[16]

## Partnerské obce
- Muráň, Slovensko
- Kanianka, Slovensko

## Místní části
Fryšták má 4 místní části:
- Fryšták
- Dolní Ves
- Horní Ves
- Vítová

Od 15. července 1976 do 31. prosince 2000 k městu patřil i Lukoveček.